# 한국방송공사의 텔레비전 프로그램 목록
다음은 한국방송공사의 텔레비전 프로그램을 방송된 순서로 나열 및 정리한 것이다.
- 표기 방식
  - 장르 프로그램 제목 (방송 기간)

- 장르 구분

| S  | 보도 · 시사        |
| I  | 교양               |
| DO | 다큐멘터리         |
| V  | 연예 · 오락 · 예능 |
| M  | 음악               |
| Q  | 퀴즈               |
| DR | 국내 드라마        |
| F  | 외화 드라마        |
| AN | 만화 · 애니메이션  |

## ㄱ
- I 갈갈이의 신나라 과학나라
- I 건강 365일
- S 경제전망대
- AN 꼬마탐정 가제트
- F 그레이 아나토미 HD
- AN 골목대장 똘이 (1978년)
- M 가요톱10 (1981년 2월 10일 ~ 1998년 2월 11일)
- V 가족오락관 HD (1984년 4월 3일 ~ 2009년 4월 18일)
- I 가족회의 있잖아요, 아빠 (1995년 2월 18일 ~ 1995년 4월 30일)
- AN 귀여운 펑키 (1985년 ~ 1986년)
- AN 꼬마자동차 붕붕 (1985년 ~ 1987년)
- V 고전유머극장 (1976년 1월 18일 ~ 1985년 11월 3일)
- I 국악동요제 HD (1987년 ~ )
- I 가족동요 창작경연대회 (1984년 ~ 1993년)
- AN 개구리 왕눈이 (1982년 ~ 1983년, 1986년)
- AN 꽃나라 요술봉 (1987년)
- I 그때 그사건 (1990년대 중반)
- AN 개구장이 데니스 (1994년)
- AN 꽃천사 루루 (1994년 ~ 1995년)
- AN 꾸러기 로보컴 (1994년 ~ 1995년)
- I 긴급구조 119 (1994년 10월 18일 ~ 1999년 10월 10일, 2003년 5월 27일 ~ 2003년 10월 28일)
- AN 꼬비꼬비 (1995년 4월 28일 ~ 1997년 12월 5일) (1999년 1월 11일 ~ 1999년 11월 26일)
- DO 그곳에 가고 싶다 (1994년 ~ 2001년, 2003년 6월 26일 ~ 2005년 4월 28일)
- AN 그레이트 다간 (1995년, 1997년)
- DR 개성시대 (1995년 5월 2일 ~ 1996년 4월 28일)
- AN 꾸러기 수비대 (1996년)
- AN 꼬마유령 캐스퍼 (1997년)
- V 꿈의 스튜디오 (1997년)
- I 꼬꼬마 텔레토비 (1998년 ~ 1999년, 2005년)
- I 공개수배 사건 25시 (1998년 2월 18일 ~ 2001년 4월 28일)
- V 감성채널 21 (1999년 10월 20일 ~ 2001년)
- V 강력추천 고교챔프 (1999년 ~ 2001년)
- AN 검정고무신 (1~3기: 1999년 2월 16일 ~ 2005년 1월 5일, 4기: 2015년 5월 11일 ~ 2015년 8월 10일)
- DR 광끼 (1999년 5월 4일 ~ 2000년 1월 13일)
- V 가족환상곡 (2000년 ~ 2001년)
- I 고향의 아침 (2000년 ~ 2001년)
- DR 골목안 사람들 (2002년 1월 14일 ~ 2002년 6월 1일)
- DR 겨울연가 (2002년 1월 14일 ~ 2002년 3월 19일)
- DR 거침없는 사랑 (2002년 5월 20일 ~ 2002년 7월 23일)
- DR 결혼합시다 (2002년 7월 15일 ~ 2002년 12월 27일)
- AN 고스트 바둑왕 (2004년 6월 1일 ~ 2004년 12월 28일)
- AN 구슬대전 배틀비드맨  (2004년 8월 12일 ~ 2005년 5월 19일)
- I 과학카페 HD (2006년 11월 3일 ~ 2012년 5월 7일)
- V 가치대발견 보물찾기 HD (2006년 3월 18일 ~ 2006년 11월 19일)
- V 경제비타민 HD (2006년 11월 20일 ~ 2008년 11월 6일)
- V 국민소통 버라이어티 뉴스왕 HD (2008년 11월 19일 ~ 2009년 4월 15일)
- DR 꽃보다 남자 HD (2009년 1월 5일 ~ 2009년 3월 31일)
- V 게임쇼 기막힌 대결 HD (2009년 4월 26일 ~ 2009년 6월 7일)
- DR 그저 바라보다가 HD (2009년 4월 29일 ~ 2009년 6월 18일)
- DR 결혼 못하는 남자 HD (2009년 6월 15일 ~ 2009년 8월 4일)
- DR 공주가 돌아왔다 HD (2009년 9월 14일 ~ 2009년 11월 3일)
- I 기업 열전 K1 HD (2009년 10월 22일 ~ 2010년 12월 30일)
- I 감성다큐 미지수 HD (2010년 1월 16일 ~ 2010년 12월 4일)
- DR 국가가 부른다 HD (2010년 5월 10일 ~ 2010년 6월 29일)
- DR 결혼해주세요 HD (2010년 6월 19일 ~ 2010년 12월 26일)
- AN 구름빵 HD (2010년 9월 11일 ~ 2011년 3월 19일, 2011년 11월 12일 ~ 2012년 5월 26일, 2016년 7월 23일 ~ 2016년 12월 31일)
- DR 근초고왕 HD (2010년 11월 6일 ~ 2011년 5월 29일)
- DR 강력반 HD (2011년 3월 7일 ~ 2011년 4월 26일)
- I 굿모닝 대한민국 HD (2011년 5월 30일 ~ 2014년 12월 31일)
- DR 광개토태왕 HD (2011년 6월 4일 ~ 2012년 3월 4일)
- I 강연 100℃ HD (2012년 5월 18일 ~ 2015년 4월 12일)
- DR 각시탈 HD (2012년 5월 30일 ~ 2012년 9월 6일)
- AN 꼬마신랑 쿵도령 HD (2013년 3월 19일 ~ 2013년 9월 10일)
- I 글로벌 성공시대 HD (2011년 6월 4일 ~ 2013년 10월 19일)
- V 가족의 품격 풀하우스 HD (2013년 2월 1일 ~ 2014년 12월 24일)
- M 글로벌 리퀘스트 쇼 어 송 포 유 HD (시즌 1: 2013년 2월 15일 ~ 2013년 5월 24일, 시즌 2: 2013년 8월 23일 ~ 2014년 1월 11일, 시즌 3: 2014년 7월 19일 ~ 2015년 2월 17일, 시즌 4: 2015년 7월 19일 ~ 2015년 10월 25일)
- I 긴급출동 24시 HD (2013년 4월 8일 ~ 2014년 9월 1일)
- DO 고향극장 HD (2013년 4월 11일 ~ 2014년 9월 6일)
- DR 굿 닥터 HD (2013년 8월 5일 ~ 2013년 10월 8일)
- M 국악의 향기 HD (2013년 10월 22일 ~ 2014년 5월 27일)
- AN 꼬마기차 추추 HD (1기: 2013년 10월 26일 ~ 2014년 1월 18일, 2기: 2014년 10월 24일 ~ 2015년 1월 27일)
- DR 감격시대 HD (2014년 1월 15일 ~ 2014년 4월 3일)
- AN 꾸러기 케라톱스 코리요 HD (2014년 2월 17일 ~ 2014년 5월 26일)
- AN 꼬마신랑 쿵도령 2 HD (2014년 3월 14일 ~ 2014년 9월 19일)
- DR 골든 크로스 HD (2014년 4월 9일 ~ 2014년 6월 19일)
- AN 그라미의 서커스쇼 HD (2014년 5월 17일 ~ 2014년 7월 26일)
- DR 고양이는 있다 HD (2014년 6월 9일 ~ 2014년 11월 21일)
- DR 가족끼리 왜 이래 HD (2014년 8월 16일 ~ 2015년 2월 15일)
- DR 결혼 이야기 HD (2015년 1월 1일 ~ 2015년 2월 12일)
- I 그대가 꽃 HD (2015년 1월 5일 ~ 2015년 6월 24일)
- DR 그래도 푸르른 날에 HD (2015년 3월 2일 ~ 2015년 8월 28일)
- I 글로벌 정보쇼 세계인 HD (2015년 3월 14일 ~ 2016년 3월 26일)
- I 궁금한 일요일 장영실쇼 HD (2015년 5월 10일 ~ 2016년 4월 24일)
- DR 가족을 지켜라 HD (2015년 5월 11일 ~ 2015년 10월 30일)
- M 국민대합창 우리가 HD (2015년 5월 12일 ~ 2015년 8월 14일)
- V 글로벌 남편백서 내편, 남편 HD (2015년 8월 26일 ~ 2016년 3월 23일)
- AN 갤럭시 키즈 HD (2015년 9월 19일 ~ 2016년 4월 9일, 2016년 9월 24일 ~ 2017년 4월 8일)
- M 가요무대 HD (1985년 11월 4일 ~ )
- M 국악한마당 HD (1996년 10월 20일 ~ )
- V 개그콘서트 HD (1999년 9월 4일 ~ 2020년 6월 26일, 2023년 11월 12일 ~ )
- DO 걸어서 세계속으로 HD (2005년 11월 5일 ~ 2009년 10월 17일, 2010년 1월 9일 ~ )
- DO 글로벌 다큐멘터리 HD (2012년 5월 5일 ~ )
- I 건강혁명 HD (2016년 4월 25일 ~ 2016년 7월 5일)
- AN 감성애니 하루 HD (2016년 6월 14일 ~ 2016년 7월 8일)
- I 굿모닝 대한민국 라이브 HD (2020년 7월 6일 ~ 2022년 5월 6일)
- F 공룡의 제국 (2003년 11월 15일 ~ 2003년 12월 20일)
- F 경감 메그레 HD (시즌 1: 2017년 8월 18일 ~ 2017년 9월 8일, 시즌 2: 2018년 8월 17일 ~ 2018년 8월 24일)
- V 그랑프리쇼 여러분 (2006년 3월 13일 ~ 2007년 4월 23일)
- I 꿈나무 TV 여행 (1993년 10월 18일 ~ 1994년 4월 30일)

## ㄴ
- AN 날아라 슈퍼보드 (1990년(1기), 1991년(2기), 1992년(3기), 1998년(4기), 2001년 10월 ~ 2002년 1월 (5기))
- V 내 여자의 핸드폰 (2017년 7월 28일 ~ 2017년 7월 29일)
- AN 내일은 축구왕 (1995년)
- AN 녹색전차 해모수  (1997년 12월 12일 ~ 1998년 6월 12일)
- S 뉴스투데이 (1999년 ~ 2001년 11월 2일)
- SI 뉴스 12 날씨@생활 (2000년 5월 1일 ~ 2007년 4월 27일)
- AN 내 친구 우비소년 HD (2003년 12월 18일 ~ 2004년 6월 13일, 2005년 7월 5일 ~ 2005년 9월 27일)
- DR 내 사랑 금지옥엽 HD (2008년 10월 4일 ~ 2009년 4월 5일)
- AN 네티비 (2004년 5월 13일 ~ 2004년 8월 5일)
- I 느티나무 HD (2008년 11월 18일 ~ 2010년 5월 7일)
- DR 남자 이야기 HD (2009년 4월 6일 ~ 2009년 6월 9일)
- DR 내딸 서영이 HD (2012년 9월 15일 ~ 2013년 3월 3일)
- M 내 생애 마지막 오디션 HD (2012년 9월 28일 ~ 2013년 1월 25일)
- AN 놓지마 정신줄 HD (1기: 2014년 1월 25일 ~ 2014년 9월 5일, 2기: 2015년 5월 30일 ~ 2015년 10월 24일)
- V 나는 남자다 HD (2014년 8월 8일 ~ 2014년 12월 19일)
- DR 내일도 칸타빌레 HD (2014년 10월 13일 ~ 2014년 12월 2일)
- M 나는 대한민국 HD (2015년 6월 13일 ~ 2005년 8월 15일)
- DR 너를 기억해 HD (2015년 6월 22일 ~ 2015년 8월 11일)
- V 나를 돌아봐 HD (2015년 7월 24일 ~ 2016년 4월 29일)
- S 남북의 창 HD (1989년 3월 14일 ~ )
- I 네트워크 참TV HD (2004년 11월 7일 ~ )
- I 누가누가 잘하나 HD (2005년 5월 6일 ~ )
- V 노장불패 HD (2009년 4월 26일 ~ 2017년 2월 12일)
- I 내 고향 스페셜 HD (2012년 10월 8일 ~ )
- I 나눔의 행복, 기부 HD (2015년 10월 3일 ~ 2018년 5월 26일)
- DR 내 마음의 꽃비 HD (2016년 2월 29일 ~ 2016년 9월 6일)
- F 나노인간 제이크 (2004년 1월 3일 ~ 4월 17일)
- F 남과 북 (1986년 ~ 1987년)
- F 니벨룽겐의 반지 (2005년 11월 27일 ~ 12월 4일)
- F 나치 영국 지부 SS-GB HD (2018년 7월 6일 ~ 2018년 8월 10일)

## ㄷ
- V 도레미쇼 (1970년 12월 3일 ~ 1971년 10월 5일)
- AN 들장미 소녀 (1985년)
- AN 달려라 하니 (1988년)
- AN 달타냥의 모험 (1990년)
- DR 대추나무 사랑걸렸네 HD (1990년 9월 9일 ~ 2007년 10월 10일)
- AN 디즈니 만화동산  (1992년 4월 11일 ~ 2006년 1월 20일)
- AN 떠돌이 까치 (1994년)
- AN 돌고래 요정 티코 (1995년)
- V 도전! 주부가요스타 (1995년 2월 25일 ~ 2009년 1월 3일)
- AN 두치와 뿌꾸 (1995년 ~ 1997년)
- AN 달의 요정 세일러문 (1997년)
- AN 뚝딱박사 핌 (1999년)
- AN 동화나라 꿈동산 (1999년 ~ 2001년 11월 2일)
- AN 달려라 바우 (2000년 6월 8일 ~ 2000년 12월 28일)
- AN 달려라 씽씽열차 (1999년 5월 3일 ~ 1999년 10월 15일)
- AN 디지몬 어드벤처  (2000년 ~ 2001년 5월 14일)
- V 대발견 세상에 이런 법이 (2001년)
- DR 동양극장 (2001년 6월 9일 ~ 2001년 9월 9일)
- AN 데블 파이터 (2001년 7월 23일 ~ 2002년 7월 14일)
- DR 동서는 좋겠네 (2001년 8월 27일 ~ 2002년 1월 12일)
- AN 디지몬 테이머즈  (2002년 1월 14일 ~ 2003년 1월 20일)
- V 대한민국 1교시 (2003년 11월 4일 ~ 2005년 4월 30일)
- AN 디지캐럿  (2005년)
- F 닥터 후 HD (시즌 1: 2005년 6월 5일 ~ 2005년 7월 17일, 시즌 2: 2006년 10월 28일 ~ 2007년 1월 27일, 시즌 3: 2007년 12월 16일 ~ 2008년 2월 3일, 시즌 4: 2008년 12월 28일 ~ 2009년 2월 21일, 스폐셜: 2011년 2월 27일 ~ 3월 27일, 시즌 5: 2011년 4월 3일 ~ 6월 26일, 시즌 6: 2011년 12월 11일 ~ 2012년 6월 26일, 시즌 7: 2013년 12월 3일 ~ 2014년 1월 27일, 시즌 8: 2015년 1월 16일 ~ 2015년 4월 7일, 시즌 9: 2015년 9월 14일 ~ 2015년 12월 28일, 시즌 10: 2017년 9월 15일 ~ 2017년 12월 8일)
- AN 다오 배찌 붐힐 대소동 HD (2007년 11월 5일 ~ 2008년 5월 15일, 2011년 6월 21일 ~ 2011년 7월 26일)
- V 대결! 노래가 좋다 HD (2008년 3월 30일 ~ 2009년 10월 15일)
- V 도전! 스타탄생 HD (2009년 1월 10일 ~ 2009년 4월 18일)
- VQ 도전! 황금사다리 HD (2009년 4월 26일 ~ 2009년 10월 18일)
- DR 다 함께 차차차 HD (2009년 6월 29일 ~ 2010년 1월 29일)
- V 달콤한 밤 (2010년 1월 10일 ~ 2010년 5월 9일)
- DR 도망자 플랜 B HD (2010년 9월 29일 ~ 2010년 12월 8일)
- DR 동안미녀 HD (2011년 5월 2일 ~ 2011년 7월 5일)
- DR 두근두근 달콤 HD (2011년 5월 2일 ~ 2011년 11월 4일)
- AN 달의 신나는 우주여행 HD (2011년 5월 30일 ~ 2011년 9월 5일, 2011년 12월 15일 ~ 2012년 3월 28일)
- I 대한민국 행복발전소 HD (2013년 4월 10일 ~ 2014년 4월 2일)
- DO 다큐극장 HD (2013년 4월 27일 ~ 2013년 10월 19일)
- AN 뛰뛰빵빵 구조대 2  (2013년 5월 20일 ~ 2013년 11월 22일)
- I 당신이 대한민국입니다 HD (2014년 4월 12일 ~ 2014년 6월 28일)
- DR 달콤한 비밀 HD (2014년 11월 11일 ~ 2015년 4월 3일)
- DR 당신만이 내사랑 HD (2014년 11월 24일 ~ 2015년 5월 8일)
- I 단짝 HD (2015년 2월 16일 ~ 2015년 7월 30일)
- DR 다 잘될 거야 HD (2015년 8월 31일 ~ 2016년 1월 29일)
- DR 동네변호사 조들호 HD (2016년 3월 28일 ~ 2016년 5월 31일)
- Q 도전! 골든벨 HD (1999년 9월 3일 ~ )
- F 돌아온 제5전선 (1989년 ~ 1990년)
- DO 동물의 왕국 HD (2004년 11월 7일 ~ )
- DO 동물의 세계 HD (2005년 5월 2일 ~ 2018년 5월 25일)
- DO 다큐멘터리 3일 HD (2007년 5월 3일 ~ )
- I 독립영화관 HD (2011년 1월 7일 ~ )
- V 두뇌왕 아인슈타인 (2007년 11월 11일 ~ 2008년 3월 30일)
- DO 다큐공감 HD (2013년 4월 9일 ~ 2019년 12월 1일)
- S 똑똑한 소비자 리포트 HD (2013년 4월 12일 ~ 2017년 5월 12일)
- AN 두리둥실 뭉게공항 HD (1기: 2012년 3월 28일 ~ 2012년 12월 15일, 2기: 2013년 10월 26일 ~ 2014년 5월 10일, 3기: 2015년 9월 19일 ~ 2016년 7월 9일)
- I 동행 HD (2015년 1월 3일 ~ )
- S 더 보다 HD (2024년 2월 18일 ~ )
- V 동네스타 전국방송 내보내기 HD (2016년 3월 30일 ~ 2016년 7월 13일)
- F 닥터 포스터 HD (시즌 1: 2016년 1월 25일 ~ 2월 29일, 시즌 2: 2017년 12월 12일 ~ 2018년 1월 9일)
- F 대마법사 멀린 (2006년 1월 8일 ~ 1월 15일)
- F 데미지 HD (시즌 1: 2008년 2월 17일 ~ 3월 30일)
- F 대지의 기둥 HD (2011년 1월 2일 ~ 2월 20일)

- F 더 컬렉션 HD (2017년 6월 23일 ~ 2017년 8월 11일)
- F 디셉션 HD (2018년 3월 23일 ~ 2018년 6월 29일)
- AN 동글동글 짝짝 (2005년 10월 31일 ~ 2007년 3월 9일)
- AN 딸기나라 꼬마임금 (1986년 7월 8일 ~ 1986년 8월 12일)

## ㄹ
- AN 로미오의 푸른 하늘 (1996년)
- AN 리리카 SOS (1998년 9월 14일 ~ 1999년 1월 19일)
- AN 레스톨 특수구조대 (1999년, 2002년)
- AN 로보짱 큐빅스 (2004년 2월 12일 ~ 2004년 5월 6일)
- F 로스트 HD (2004년 12월 25일 ~ 2005년 6월 25일, 2006년 4월 22일 ~ 2006년 10월 21일, 2007년 7월 21일 ~ 2007년 12월 23일, 2008년 7월 27일 ~ 2008년 9월 21일, 2009년 7월 26일 ~ 2009년 9월 20일)
- I 러브 인 아시아 HD (2005년 11월 5일 ~ 2015년 2월 22일)
- V 러브스토리 (2002년 10월 28일 ~ 2003년)
- AN 라라의 스타일기  (2007년 2월 23일 ~ 2009년 4월 8일)
- VQ 로드쇼! 퀴즈원정대  (2008년 11월 23일 ~ 2009년 4월 19일)
- AN 롤링스타즈 HD (2009년 4월 15일 ~ 2009년 10월 21일, 2010년 5월 20일 ~ 2010년 12월 2일, 2012년 4월 3일 ~ 2012년 5월 17일)
- AN 로봇 찌빠 HD (2010년 1월 2일 ~ 2010년 7월 13일)
- DR 루비 반지 HD (2013년 8월 19일 ~ 2014년 1월 3일)
- I 르포 아름다운 귀촌
- I 리얼체험 세상을 품다 HD (2013년 8월 21일 ~ 2014년 12월 14일)
- AN 로보텍스 HD (2015년 8월 21일 ~ 2016년 3월 17일)
- F 로빈 후드 HD (시즌 1: 2008년 1월 5일 ~ 2008년 3월 29일, 시즌 2: 2009년 1월 19일 ~ 2009년 2월 4일)
- F 로즈 레드 (2005년 7월 26일 ~ 7월 29일)
- F 리벤지 HD (시즌 1: 2012년 4월 7일 ~ 9월 1일)
- F 리썰 웨폰 HD (2017년 2월 6일 ~ 2017년 6월 16일)
- F 리얼 휴먼 HD (시즌 1: 2013년 3월 23일 ~ 5월 25일)
- F 리포터즈 HD (시즌 1: 2008년 4월 6일 ~ 4월 27일)

## ㅁ
- AN 마하특급 델타트레인 (2003년 11월 11일 ~ 2004년 5월 25일)
- DR 멋진 친구들 (2000년 5월 1일 ~ 2001년 4월 27일)
- AN 미라
- I 명화극장 HD (1969년 9월 28일 ~ 2014년 12월 26일)
- AN 미래소년 코난 (1982년)
- AN 만능소년 빌리 (1984년)
- AN 명탐정 번개 (1986년)
- AN 모래요정 바람돌이 (1986년, 1994년)
- AN 무적의 왕자 라이온 (1988년)
- AN 마법사의 아들 코리 (1993년)
- DR 목욕탕집 남자들 (1995년 11월 18일 ~ 1996년 9월 1일)
- AN 말괄량이 앤지 (1996년)
- AN 마일로의 대모험 (1999년 11월 26일 ~ 2000년 5월 12일)
- AN 밀림의 왕 레오 (1998년)
- AN 마법천사 루비 (1999년)
- AN 무적캡틴 사우루스 (1999년)
- AN 마이크로맨 (2000년 ~ 2001년)
- AN 몽키매직 (2001년)
- AN 명탐정 코난  (2000년 1월 10일 ~ 2000년 11월 6일)
- AN 무지개요정 통통 (2001년 2월 23일 ~ 2001년)
- AN 모험왕 장보고 (2001년 12월 26일 ~ 2002년 1월 25일)
- I 모여라! 5시 (2002년 ~ 2003년)
- AN 모험왕 장보고 (2002년)
- DR 매직키드 마수리  (2002년 2월 18일 ~ 2004년 2월 27일)
- S 미디어 인 사이드 HD (2003년 6월 28일 ~ 2016년 4월 17일)
- AN 마스크맨  (2005년 7월 7일 ~ 2006년 3월 30일)
- V 미녀들의 수다 HD (2006년 11월 26일 ~ 2010년 5월 3일)
- AN 미키마우스 클럽하우스 HD (2007년 2월 16일 ~ 2007년 4월 27일, 2008년 8월 4일 ~ 2008년 12월 4일, 2011년 7월 11일 ~ 2012년 4월 2일)
- DR 며느리 전성시대 HD (2007년 7월 28일 ~ 2008년 1월 20일)
- V 명 받았습니다 HD (2011년 1월 1일 ~ 2011년 5월 28일)
- I 명작 스캔들 HD (2011년 1월 8일 ~ 2012년 5월 20일)
- I 문화재 사랑 어린이 창작동요제 HD (2011년 2월 10일)
- AN 마법전사 라이너 HD (2011년 3월 19일 ~ 2011년 9월 10일)
- I 맛있는 퀴즈쇼 행운의 식탁 HD (2012년 6월 25일 ~ 2012년 11월 13일)
- I Go Go 코리아 황금발 HD (2012년 6월 29일 ~ 2012년 12월 21일)
- V 맘마미아 HD (2013년 4월 14일 ~ 2014년 3월 19일)
- I 문화 책갈피 HD (2013년 4월 14일 ~ 2014년 6월 2일)
- AN 마스크 마스터즈 HD (2013년 4월 20일 ~ 2013년 10월 19일)
- DR 미래의 선택 HD (2013년 10월 14일 ~ 2013년 12월 3일)
- ANDR 마법 천자문 (2014년 8월 6일 ~ 2014년 11월 19일)
- M 문화빅뱅 더 콘서트 HD (2015년 1월 7일 ~ 2016년 4월 6일)
- V 마녀와 야수 HD (2015년 2월 26일 ~ 2015년 4월 30일)
- DR 무림학교 HD (2016년 1월 11일 ~ 2016년 3월 8일)
- DR 마스터 - 국수의 신 HD (2016년 4월 27일 ~ 2016년 6월 30일)
- I 무엇이든 물어보세요 HD (1983년 10월 31일 ~ )
- M 뮤직뱅크 ( → ) HD (1998년 6월 16일 ~ )
- I 문화산책 HD (2013년 10월 23일 ~ 2019년 12월 30일)
- I 명견만리 HD (2015년 3월 12일 ~ 2017년 8월 18일)
- V 뮤비뱅크 스타더스트 HD (시즌 1: 2015년 3월 4일 ~ 2015년 5월 27일, 시즌 2: 2015년 6월 24일 ~ 2017년 1월 31일)
- F 마법사 멀린 HD (시즌 1: 2009년 3월 14일 ~ 4월 25일)
- F 미스트리스 HD (시즌 1: 2008년 5월 4일 ~ 5월 18일)
- F 미티어 HD (2009년 10월 11일 ~ 10월 18일)

## ㅂ
- AN 바니와 친구들 (2001년 11월 5일 ~ 2003년)
- AN 보안관 삼총사
- AN 보물섬 (1981년)
- AN 빨간머리 앤 (1986년 3월 17일 ~ 1986년 6월 18일)
- V 밤으로 가는 쇼 (1992년 4월 7일 ~ 1993년 10월 13일)
- AN 비밀의 화원 (1993년)
- AN 베르사유의 장미 (1993년, 1997년)
- V 밤과 음악사이 (1993년 10월 20일 ~ 1997년 2월 27일)
- AN 백설공주 (1994년)
- AN 뾰로롱 꼬마마녀 (1995년)
- V 밤의 이야기쇼 (1997년)
- V 비디오 챔피언 (1997년 ~ 2001년 4월 28일)
- AN 버키와 투투 (2000년)
- AN 삐까뽀 친구들 (2000년)
- AN 비밀일기 (2001년 5월 1일 ~ 2001년 7월 18일)
- AN 별나라 요정 코미 (2002년)
- AN 바다의 전설 장보고 (2002년 2월 1일 ~ 2002년 8월 2일)
- DR 보디가드 HD (2003년 7월 5일 ~ 2003년 9월 14일)
- DR 백설공주 (2004년 3월 15일 ~ 2004년 5월 4일)
- DR 북경, 내 사랑 HD (2004년 5월 10일 ~ 2004년 7월 13일)
- V 빅마마 (2007년 5월 6일 ~ 2007년 11월 4일)
- AN 쁘띠쁘띠 뮤즈  (2008년 1월 27일 ~ 2008년 7월 26일, 2010년 12월 9일 ~ 2011년 6월 16일)
- I 반갑습니다 선배님 HD (2009년 4월 23일 ~ 2009년 12월 26일)
- DR 바람 불어 좋은 날 HD (2010년 2월 1일 ~ 2010년 10월 1일)
- DR 브레인 HD (2011년 11월 14일 ~ 2012년 1월 17일)
- V 밤샘 버라이어티 야행성  (2010년 5월 16일 ~ 2010년 12월 19일)
- I 백년의 가게 HD (2011년 1월 9일 ~ 2013년 1월 20일)
- AN 부루와 숲 속 친구들 HD (2011년 5월 16일 ~ 2011년 12월 19일)
- DR 빅 HD (2012년 6월 4일 ~ 2012년 7월 24일)
- DO 보물지도 (2013년 8월 23일 ~ 2013년 11월 16일)
- DR 비밀 HD (2013년 9월 25일 ~ 2013년 11월 14일)
- DR 빅맨 HD (2014년 4월 28일 ~ 2014년 6월 17일)
- DR 부부클리닉 사랑과 전쟁 HD (1기: 1999년 10월 22일 ~ 2009년 4월 17일, 2기: 2011년 11월 11일 ~ 2014년 8월 1일)
- V 밥상의 신 HD (2014년 4월 10일 ~ 2014년 11월 6일)
- DR 뻐꾸기 둥지 HD (2014년 6월 3일 ~ 2014년 11월 7일)
- I 발칙한 사물 이야기 다빈치 노트 HD (2015년 1월 11일 ~ 2015년 4월 4일)
- DR 블러드 HD (2015년 2월 16일 ~ 2015년 4월 21일)
- I 별별가족 (2015년 4월 6일 ~ 2015년 12월 2일)
- DR 복면검사 HD (2015년 5월 20일 ~ 2015년 7월 9일)
- V 볼빨간 당신 HD (2018년 9월 11일 ~ 2019년 1월 29일)
- DR 부탁해요, 엄마 HD (2015년 8월 15일 ~ 2016년 2월 14일)
- DR 별난 며느리 HD (2015년 8월 17일 ~ 2015년 9월 22일)
- DR 별이 되어 빛나리 HD (2015년 8월 31일 ~ 2016년 2월 26일)
- DR 발칙하게 고고 HD (2015년 10월 5일 ~ 2015년 11월 10일)
- I 바른 말 고운 말 (2001년 2월 7일 ~ 2015년 10월 8일)
- I 비타민 HD (2003년 6월 29일 ~ 2017년 3월 9일)
- S 비바! K리그 HD (2005년 5월 5일 ~ )
- S 비바! 점프볼 HD (2007년 1월 3일 ~ 2014년 4월 12일)
- M 불후의 명곡: 전설을 노래하다 HD (2011년 6월 4일 ~ )
- V 배틀 트립 HD (2016년 4월 16일 ~ 2020년 4월 3일)
- DR 별난가족 HD (2016년 5월 2일 ~ 2016년 11월 25일)
- DR 뷰티풀 마인드 HD (2016년 6월 20일 ~ 2016년 8월 2일)
- F 블라인드 저스티스  (2005년 7월 2일 ~ 10월 1일)
- F 브이 (1985년 ~ 1986년)
- F 브렉시트: 치열한 전쟁 HD (2019년 2월 24일)

## ㅅ
- AN 사랑의 학교 (1982년)
- I 생방송 TV 정보센터 (1994년 10월 10일 ~ 1995년 4월 29일)
- I 성공예감 경제특종 (2004년 1월 1일 ~ 2004년 12월 31일)
- AN 수호전사 맥스맨 (2005년 1월 4일 ~ 2005년 5월 10일)
- AN 신데렐라 이야기
- AN 숲 속의 동물가족 (1977년)
- V 쇼쇼쇼 (1964년 12월 12일 ~ 1983년 7월 17일)
- IDO 사랑방중계 (1983년 2월 26일 ~ 1993년 3월 27일)
- V 쇼 비디오 자키 (1987년 ~ 1991년)
- V 쇼 여러분 (1986년 11월 8일 ~ 1987년 2월 28일)
- V 쇼 토요특급 (1990년 6월 16일 ~ 1991년 5월 18일)
- V 쇼 특급 (1987년 3월 7일 ~ 1990년 4월 7일)
- V 쇼86 (1986년 5월 31일 ~ 1986년 11월 1일)
- I 새 아침 행복나들이 (1994년 10월 10일 ~ 1995년 2월 18일)
- V 생방송 게임천국 (1990년대 중반)
- DR 사랑의 학교 (1991년 7월 1일 ~ 1991년 10월 4일)
- AN 삼국지 (1993년)
- S 스포츠 중계석 (1994년 ~ 2004년)
- I 세계는 지금 HD (1994년 10월 10일 ~ 2003년 10월 23일, 2009년 10월 19일 ~ 2010년 5월 6일, 2010년 5월 11일 ~ 2011년 5월 26일, 2011년 5월 30일 ~ 2015년 2월 14일)
- AN 사우루스 팡팡 (1995년)
- I 생방송 아침을 달린다 (1995년 ~ 1997년)
- V 슈퍼 선데이 (1995년 2월 26일 ~ 1998년 2월 15일)
- AN 슈퍼소년 마이티 맥스 (1995년)
- V 스타 대결천하
- V 스타 오락관대결! 2040
- V 스타 대결 오락대백과
- I 신세대 보고 어른들은 몰라요 (1995년 2월 23일 ~ 1998년 9월 28일)
- I 세상은 넓다 HD (1995년 9월 4일 ~ 2015년 4월 3일)
- AN 사이버탐험대 쟈니퀘스트 (1996년)
- V 서세원 쇼 (1996년 10월 15일 ~ 2002년 8월 6일)
- V 쇼 행운을 잡아라 (1997년 5월 25일 ~ 1999년 5월 2일)
- AN 스파이더맨 (1997년)
- S 스포츠 현장 (1997년)
- AN 신밧드의 모험 (1997년)
- I 생방송 좋은 아침입니다 (1997년 ~ 1999년)
- V 시네마 데이트 (1997년 ~ 2001년)
- I 사랑의 리퀘스트 HD (1997년 10월 24일 ~ 2014년 12월 27일)
- V 슈퍼TV 일요일은 즐거워 (1998년 2월 22일 ~ 2003년 11월 2일)
- DR 사관과 신사 (1998년 11월 22일 ~ 1999년 5월 2일)
- V 시사터치 코미디파일 (1998년 ~ 2002년)
- V 쇼! 행운열차 (1999년 5월 9일 ~ 2004년 10월 24일)
- I 생방송 오늘 (1999년 ~ 2001년 11월 3일, 2009년 10월 19일 ~ 2011년 5월 28일)
- AN 사자왕 가오가이거 (1999년)
- AN 슈퍼 씽씽캅 (1999년)
- S 스포츠 뉴스 (2000년 ~ 2001년 11월 4일)
- I 수수께끼 블루 (2000년 ~ 2001년 11월 2일)
- F 사브리나 (2001년)
- AN 사이버영혼 바스토프 레몬 (2001년 5월 ~ 2002년)
- I 세상의 아침 (2001년 4월 30일 ~ 2001년 11월 2일)
- I 시사난타 세상보기 (2001년 4월 30일 ~ 2001년 10월 29일)
- I 신토불이 정보마당 (2001년 4월 30일 ~ 2001년 11월 2일)
- V 쇼 여러분의 토요일 (2001년 5월 5일 ~ 2001년 11월 3일)
- V 쇼 파워 비디오 (2001년 5월 6일 ~ 2007년 4월 29일)
- I 생방송 세상의 아침 (2001년 11월 5일 ~ 2009년 10월 17일)
- I 실패열전 장밋빛 인생 (2001년 11월 9일 ~ 2002년)
- AN 수호요정 미셸 (2003년 6월 6일 ~ 2003년 12월 11일)
- V 스타 집현전 (2002년 3월 8일 ~ 2003년 5월 16일)
- I 신나라 과학나라 (2002년 7월 18일 ~ 2009년 4월 14일)
- DO 사람이 아름다워 (2002년 10월 28일 ~ 2003년 2월 15일)
- AN 스페이스 힙합덕 (2002년 12월 4일 ~ 2003년 6월 11일)
- I 신화창조의 비밀 (2005년 11월 6일 ~ 2005년 9월 24일)
- V 서바이벌 정글특급 (2003년 6월 29일 ~ 2003년 11월 23일)
- S 생방송 시사투나잇 (2003년 11월 3일 ~ 2008년 11월 13일)
- IV 스펀지  HD (2003년 11월 8일 ~ 2012년 9월 21일)
- V 속보이는 밤 (2004년 6월 19일 ~ 2004년 10월 16일)
- ANDR 수호전사 맥스맨 (2004년 10월 29일 ~ 2005년 5월 10일)
- V 스타 골든벨 1학년 1반 HD (2004년 11월 7일 ~ 2010년 11월 20일)
- I 신화창조 (2005년 11월 6일 ~ 2006년 9월 24일)
- I 소비자 고발 HD (2007년 5월 4일 ~ 2013년 4월 5일)
- DR 산 너머 남촌에는 HD (시즌 1: 2007년 10월 24일 ~ 2012년 2월 26일, 시즌 2: 2012년 5월 20일 ~ 2014년 12월 28일)
- S 스포츠 이야기 운동화 2.0 HD (2007년 11월 12일 ~ 2013년 4월 7일, 2015년 1월 2일 ~ 2016년 3월 27일)
- DR 싱글파파는 열애중 HD (2008년 2월 18일 ~ 2008년 4월 8일)
- V 신동엽 · 신봉선의 샴페인 HD (2008년 4월 5일 ~ 2010년 1월 3일)
- V 사이다  (2008년 4월 16일 ~ 2008년 11월 16일)
- S 시사360 (2008년 11월 17일 ~ 2009년 10월 15일)
- DR 솔약국집 아들들 HD (2009년 4월 11일 ~ 2009년 10월 11일)
- DR 수상한 삼형제 HD (2009년 10월 17일 ~ 2010년 6월 13일)
- S 스포츠 타임 HD (2009년 10월 19일 ~ 2013년 12월 27일)
- V 세대공감 토요일 HD (2010년 1월 16일 ~ 2013년 10월 19일)
- DR 신데렐라 언니 HD (2010년 3월 31일 ~ 2010년 6월 3일)
- DR 사랑을 믿어요 HD (2011년 1월 1일 ~ 2011년 7월 31일)
- I 스타 인생극장 HD (2011년 11월 7일 ~ 2012년 9월 21일)
- I 스카우트 HD (시즌 1: 2011년 11월 9일 ~ 2015년 3월 15일, 시즌 2: 2015년 5월 17일 ~ 2015년 12월 13일)
- DR 선녀가 필요해 HD (2012년 2월 27일 ~ 2012년 7월 27일)
- DR 사랑비 HD (2012년 3월 26일 ~ 2012년 5월 29일)
- DR 사랑아 사랑아 HD (2012년 5월 7일 ~ 2013년 1월 4일)
- DR 세상 어디에도 없는 착한남자 HD (2012년 9월 12일 ~ 2012년 11월 15일)
- DR 상어 HD (2013년 5월 27일 ~ 2013년 7월 30일)
- I 스타 여행에 빠지다 HD (2013년 8월 21일 ~ 2013년 11월 28일)
- V 슈퍼독 HD (2013년 10월 26일 ~ 2013년 12월 28일)
- I 생방송 실종 어린이를 찾습니다 HD (2013년 10월 26일 ~ 2014년 4월 5일)
- I 생명최전선 HD (2013년 10월 31일 ~ 2015년 3월 31일)
- DR 사랑은 노래를 타고 HD (2013년 11월 4일 ~ 2014년 6월 6일)
- DR 순금의 땅 HD (2014년 1월 6일 ~ 2014년 8월 22일)
- F 삼총사 HD (시즌 1: 2014년 3월 31일 ~ 2014년 5월 20일, 시즌 2: 2015년 4월 14일 ~ 2015년 6월 15일)
- S 시사진단 HD (2014년 4월 7일 ~ 2016년 4월 22일)
- I 소중한 나눔의 이야기 HD (2014년 4월 12일 ~ 2014년 12월 23일)
- I 시간여행자 K HD (2015년 1월 3일 ~ 2015년 1월 31일)
- DR 스파이 HD (2015년 1월 9일 ~ 2015년 3월 6일)
- V 시간을 달리는 TV HD (2015년 7월 9일 ~ 2016년 2월 12일)
- S 생방송 심야토론 HD (1987년 10월 17일 ~ 2016년 8월 5일)
- I 사람과 사람들 HD (1993년 10월 18일 ~ 1999년 4월 28일, 2015년 9월 23일 ~ 2017년 10월 11일)
- I 사랑의 가족 (1993년 10월 24일 ~ )
- I 시청자칼럼 우리사는 세상 HD (1998년 6월 15일 ~ 2018년 7월 5일)
- I 생로병사의 비밀 HD (2002년 10월 29일 ~ )
- S 시사기획 창 HD (2006년 11월 20일 ~ )
- S 스포츠 하이라이트 HD (2010년 5월 10일 ~ )
- DO 세상의 모든 다큐 HD (2011년 11월 7일 ~ )
- I 생활의 발견 (2012년 10월 27일 ~ )
- I 숨 터 HD (2014년 9월 2일 ~ )
- I 시니어 토크쇼 황금연못 HD (2015년 1월 3일 ~ )
- AN 생일왕국의 프린세스 프링 HD (2015년 12월 19일 ~ 2016년 7월 16일)
- I 생방송 아침이 좋다 HD (2016년 4월 25일 ~ 2020년 7월 3일)
- V 수상한 휴가 HD (2016년 5월 2일 ~ 2016년 9월 26일)
- F 샌디베이의 악동들 (2004년 6월 12일 ~ 9월 11일)
- F 셜록 HD (시즌 1: 2010년 11월 28일 ~ 12월 12일, 시즌 2: 2012년 2월 3일 ~ 2월 5일, 시즌 3: 2014년 1월 5일 ~ 1월 19일, 시즌 4: 2017년 1월 2일 ~ 1월 16일)
- F 스캔들 HD (시즌 1: 2012년 9월 8일 ~ 11월 3일)
- F 스타는 괴로워 (2004년 9월 25일 ~ 12월 18일)
- F 스티븐 킹의 킹덤 (2004년 10월 2일 ~ 11월 13일)
- F 신드바드 HD (2012년 11월 10일 ~ 2013년 2월 23일)
- F 심해원정대 오르페우스호 HD (2011년 7월 3일 ~ 7월 10일)
- AN 스페릭스 (2002년 1월 29일 ~ 2002년 5월 8일)
- AN 사자왕 가오가이거 (1999년 1월 21일 ~ 1999년 7월 7일)
- V 스쿨 버라이어티 백점만점
- V 스타 스페셜 나의 노래 (1998년 7월 2일 ~ 1998년 10월 8일)

## ㅇ
- AN 애니매니악스 (1999년 ~ 2006년)
- AN 아장닷컴 (2001년 11월 22일 ~ 2002년 2월 14일)
- AN 알프스의 장미
- AN 우주소년 아톰 (1971년)
- AN 아기공룡 둘리 (1987년, 1988년, 1990년, 1993년, 1996년, 1998년, 2003년, 2006년)
- AN 우정의 그라운드 (2002년 2월 21일 ~ 2002년 8월 15일)
- AN 우주 삼총사 (1989년 4월 24일 ~ 1989년 11월 21일)
- AN 우주전함 타이거 (1998년 6월 17일 ~ 1998년 7월 29일)
- AN 원탁의 기사 (1981년)
- AN 왕고래 호세피나 (1981년 ~ 1982년)
- AN 엄마찾아 삼만리 (1983년)
- I 어머니 여러분 (1995년 2월 25일 ~ 1995년 8월 26일)
- V 유머일번지 (1983년 ~ 1992년)
- AN 요술공주 밍키 (1984년)
- AN 돌아온 아톰 (1984년)
- AN 오즈의 마법사 (1986년)
- AN 우주의 여왕 쉬라 (1987년)
- AN 어깨동무 찰리 브라운 (1987년)
- AN 요술공주 샐리 (1989년)
- AN 영심이 (1990년)
- AN 은비까비의 옛날 옛적에 (1991년 ~ 1993년)
- I 유니세프 국제어린이음악제 한국예선 (1991년 ~ 1992년)
- S 이산가족을 찾습니다 (1983년 6월 30일 ~ 1983년 11월 14일)
- AN 외계소년 위제트 (1992년)
- AN 원탁의 삼총사 (1993년 ~ 1994년)
- AN 아벨 탐험대 (1993년, 1997년)
- AN 왈가닥 작은 아씨 (1994년)
- I 일요특선
- I 우리들 세상 (1993년 5월 8일 ~ 1995년 2월 11일)
- F 엑스파일 (1994년 10월 31일 ~ 1997년 9월 1일, 1999년 1월 4일 ~ 2002년 10월 26일)
- AN 영광의 레이서 (1995년)
- AN 우주선장 율리시즈 (1995년)
- V 이문세쇼 (1995년 ~ 1996년 10월 9일)
- AN 열려라 만화동산 (1996년)
- V 이소라의 프로포즈 (1996년 10월 19일 ~ 2002년 3월 30일)
- AN 열려라 꿈동산 (1997년)
- V 이색도전 별난대결 (1997년 ~ 1998년)
- DR 웨딩드레스  (1997년 12월 6일 ~ 1998년 2월 15일)
- DR 야망의 전설  (1998년 4월 4일 ~ 1998년 10월 25일)
- AN 우주용사 씽씽캅 (1998년 ~ 1999년)
- DO 영상기록 병원 24시 (1998년 6월 21일 ~ 2005년 10월 25일)
- AN 요리왕 비룡 (1999년)
- ANDR 요정 컴미 (2000년 3월 6일 ~ 2002년 2월 15일)
- V 야! 한밤에 (2000년 5월 4일 ~ 2003년 6월 18일)
- I 여기는 TV 정보센터 (2002년 4월 1일 ~ 2005년 4월 29일)
- I 언제나 청춘 HD (2001년 2월 11일 ~ 2012년 2월 26일)
- V 영화 그리고 팝콘 (2001년 5월 6일 ~ 2002년 10월 27일)
- AN 인형공주 리카 (2001년 5월 9일 ~ 2001년 7월)
- DR 인생은 아름다워 (2001년 5월 14일 ~ 2001년 7월 3일)
- I 어린이 뉴스탐험 (2001년 7월 20일 ~ 2007년 4월 23일)
- DR 아버지처럼 살기 싫었어 (2001년 9월 15일 ~ 2002년 2월 24일)
- V 이유있는 밤 (2001년 11월 5일 ~ 2002년 10월 21일)
- DR 여자는 왜 (2001년 11월 7일 ~ 2002년 7월 12일)
- M 윤도현의 러브 레터 HD (2002년 4월 6일 ~ 2008년 11월 14일)
- DR 언제나 두근두근 (2002년 4월 7일 ~ 2002년 10월 27일)
- DR 아내  (2003년 1월 6일 ~ 2003년 7월 1일)
- S 인사이드 스포츠 (2003년)
- AN 요리킹 조리킹 (2003년)
- AN 아장닷컴 (2003년 3월 7일 ~ 2003년 5월 30일)
- AN 요랑아 요랑아 (2003년 7월 23일 ~ 2004년 2월 11일)
- V 일요일은 101% (2003년 11월 9일 ~ 2004년 10월 31일)
- DR 울라불라 블루짱  (2004년 3월 2일 ~ 2004년 12월 29일)
- AN 원피스(ONE PIECE)  (2003년 5월 20일 ~ 2007년 6월 4일)
- I 위기탈출 넘버원  →  →   (2005년 7월 9일 ~ 2016년 4월 11일)
- DR 웨딩 (2005년 8월 23일 ~ 2005년 10월 25일)
- I 웰빙 건강테크 (2005년 10월 31일 ~ 2006년 11월 17일)
- DO 오래된 TV (2005년 10월 31일 ~ 2006년 11월 18일)
- AN 아이언 키드 (2006년 4월 6일 ~ 2006년 9월 28일)
- AN 요랑아 노래하자 (2006년 10월 12일 ~ 2006년 11월 2일)
- V 웃음충전소 (2006년 11월 22일 ~ 2007년 8월 29일)
- ANDR 이레자이온 (2006년 11월 24일 ~ 2007년 4월 26일)
- DO 인사이트 아시아 HD (2007년 5월 26일 ~ 2009년 12월 18일)
- DR 엄마가 뿔났다 HD (2008년 2월 17일 ~ 2008년 9월 28일)
- M 이하나의 페퍼민트 HD (2008년 11월 21일 ~ 2009년 4월 17일)
- IDO 역사추적 HD (2008년 11월 22일 ~ 2009년 6월 22일)
- I 으라차차 녹색시대 (2009년 4월 25일 ~ 2009년 12월 28일)
- IV 오천만의 아이디어 (2009년 4월 25일 ~ 2010년 5월 9일)
- AN 유후와 친구들  →  →  →  HD (1기: 2009년 7월 7일 ~ 2010년 1월 5일, 2기: 2013년 10월 26일 ~ 2014년 5월 24일, 3기: 2015년 1월 10일 ~ 2015년 4월 11일)
- DR 아가씨를 부탁해 HD (2009년 8월 19일 ~ 2009년 10월 8일)
- DR 아이리스  HD (시즌 1: 2009년 10월 14일 ~ 2009년 12월 17일, 시즌 2: 2013년 2월 13일 ~ 2013년 4월 18일)
- I 일요일 밤으로 (2009년 10월 25일 ~ 2009년 12월 20일)
- AN 엘리먼트 헌터 HD (2009년 11월 14일 ~ 2010년 8월 28일, 2011년 7월 27일 ~ 2011년 9월 27일, 2013년 4월 4일 ~ 2013년 6월 12일)
- AN 와글와글 꼬꼬맘 HD (2009년 11월 18일 ~ 2010년 5월 19일)
- DR 웃어라 동해야 HD (2010년 10월 4일 ~ 2011년 5월 13일)
- AN 오토마을 붕붕 친구들  (2011년 6월 1일 ~ 2011년 9월 14일)
- DR 오작교 형제들 HD (2011년 8월 6일 ~ 2012년 2월 19일)
- AN 오후의 초록가방 HD (2011년 10월 1일 ~ 2012년 3월 23일)
- I 의뢰인 K HD (2011년 11월 11일 ~ 2013년 5월 9일)
- DR 울랄라 부부 HD (2012년 10월 1일 ~ 2012년 11월 27일)
- V 인간의 조건 HD (2013년 1월 26일 ~ 2016년 3월 25일)
- I 여풍당당 HD (2013년 4월 11일 ~ 2013년 10월 17일)
- I 애니월드 HD (2013년 4월 14일 ~ 2015년 7월 15일)
- AN 아기종벌레 포포 HD (2013년 5월 25일 ~ 2013년 10월 19일)
- DR 은희 HD (2013년 6월 24일 ~ 2014년 1월 3일)
- DR 왕가네 식구들 HD (2013년 8월 31일 ~ 2014년 2월 16일)
- V 엄마가 있는 풍경 - 마마도 HD (2013년 9월 26일 ~ 2014년 4월 3일)
- I 인문강단 락 HD (2013년 10월 24일 ~ 2014년 7월 17일)
- DR 예쁜 남자 HD (2013년 11월 20일 ~ 2014년 1월 9일)
- I 엄마의 탄생 HD (2014년 5월 4일 ~ 2015년 5월 20일)
- AN 외계돼지 피피 HD (2014년 5월 17일 ~ 2014년 11월 29일)
- AN 아스타를 향해 차구차구 HD (2014년 5월 31일 ~ 2015년 1월 3일)
- I 여성초대석
- I 요리는 즐거워
- F 오펀 블랙 HD (시즌 1: (2013년 6월 16일 ~ 9월 22일), 시즌 2: 2014년 7월 7일 ~ 2014년 9월 15일)
- DR 연애의 발견 HD (2014년 8월 18일 ~ 2014년 10월 7일)
- DR 일편단심 민들레 HD (2014년 8월 25일 ~ 2015년 2월 27일)
- DR 아이언맨 HD (2014년 9월 10일 ~ 2014년 11월 13일)
- AN 외계 가족 졸리폴리 HD (2014년 10월 10일 ~ 2015년 4월 6일)
- DR 왕의 얼굴 HD (2014년 11월 19일 ~ 2015년 2월 5일)
- AN 애니퐁 HD (2014년 12월 6일 ~ 2015년 2월 14일)
- V 용감한 가족 HD (2015년 1월 23일 ~ 2015년 4월 3일)
- AN 어리 이야기 2 HD (2015년 3월 14일 ~ 2015년 9월 12일)
- V 어 스타일 포 유 HD (2015년 4월 5일 ~ 2015년 6월 21일)
- I 요리인류키친 HD (2015년 4월 6일 ~ 2015년 7월 3일)
- DR 오늘부터 사랑해 HD (2015년 4월 6일 ~ 2015년 8월 28일)
- DR 오렌지 마말레이드 HD (2015년 5월 15일 ~ 2015년 7월 24일)
- DR 오! 할매 HD (2015년 5월 31일 ~ 2015년 7월 22일)
- I 야생일기 HD (2015년 6월 21일 ~ 2015년 11월 1일)
- DR 어셈블리 HD (2015년 7월 15일 ~ 2015년 9월 17일)
- I 이어령의 100년 서재 HD (2015년 8월 22일 ~ 2015년 10월 31일)
- DR 우리집 꿀단지 HD (2015년 11월 2일 ~ 2016년 4월 29일)
- DR 오 마이 비너스 HD (2015년 11월 16일 ~ 2016년 1월 5일)
- V 연예가 중계 HD (1984년 4월 8일 ~ 2019년 11월 29일)
- V 연중 라이브 HD (2020년 7월 3일 ~ )
- I 아침마당 HD (1991년 5월 20일 ~ )
- M 열린음악회 HD (1993년 5월 9일 ~ )
- S 오늘밤 김제동 HD (2018년 9월 10일 ~ 2019년 8월 29일)
- S 일요진단 라이브 HD (1999년 5월 9일 ~ )
- S 여의도 라이브 HD (2025년 4월 13일 ~ 2025년 5월 25일)
- DO 인간극장 HD (2000년 5월 1일 ~ )
- I 열린채널 HD (2001년 5월 5일 ~ )
- Q 우리말 겨루기 HD (2003년 6월 25일 ~ )
- IV 여유만만 HD (2003년 11월 3일 ~ 2018년 7월 13일)
- DO 영상앨범 산 HD (2006년 1월 1일 ~ )
- V 영화가 좋다 HD (2006년 11월 25일 ~ )
- M 유희열의 스케치북 HD (2009년 4월 24일 ~ )
- V 안녕하세요 HD (2010년 11월 22일 ~ )
- M 이한철의 올댓뮤직 HD (2010년 12월 20일 ~ )
- I 알약톡톡 HD (2012년 7월 23일 ~ 2016년 8월 29일)
- V 우리동네 예체능 HD (2013년 4월 9일 ~ 2016년 10월 4일)
- I 역사저널 그 날 HD (2013년 10월 26일 ~ )
- I 이웃집 찰스 HD (2015년 1월 6일 ~ )
- I 오늘, 미래를 만나다 HD (2015년 3월 7일 ~ 2016년 1월 3일)
- I 예띠TV HD (2015년 8월 8일 ~ 2015년 12월 26일)
- I 안녕 우리말 HD (2015년 10월 9일 ~ 2016년 8월 31일)
- I 이욱정 PD의 자연 담은 한끼 HD (2016년 2월 15일 ~ 2016년 6월 3일)
- DR 아이가 다섯 HD (2016년 2월 20일 ~ 2016년 8월 21일)
- V 언니들의 슬램덩크 HD (2016년 4월 8일 ~  2017년 5월 26일)
- V 옥탑방의 문제아들 HD (2018년 11월 7일 ~ )
- V 이웃사이다 HD (2016년 4월 30일 ~ 2016년 7월 16일)
- I 우리들의 공교시 HD (2016년 5월 1일 ~ 2018년 1월 28일)
- V 어서옵SHOW HD (2016년 5월 6일 ~ 2016년 10월 7일)
- AN 안녕 괴발개발 HD (2016년 6월 2일 ~ 2018년 3월 29일)
- DR 여자의 비밀 HD (2016년 6월 27일 ~ 2016년 11월 25일)
- DR 월계수 양복점 신사들 HD (2016년 8월 27일 ~ 2017년 2월 26일)
- F 아틀란티스 HD (2014년 1월 28일 ~ 3월 25일)
- F 어글리 베티 HD (2007년 2월 3일 ~ 7월 14일)
- F 어스시의 마법사 (2007년 4월 1일 ~ 4월 8일)
- F 언더커버 HD (2016년 9월 3일 ~ 10월 15일)
- F 에이 특공대 (1987년 ~ 1988년)
- F 엠파이어 (2007년 3월 11일 ~ 3월 25일)
- F 오우삼의 미션 특급 (2000년 7월 ~ 12월)
- F 위기의 주부들 HD (시즌 1: 2005년 7월 24일 ~ 10월 16일, 시즌 2: 2006년 4월 9일 ~ 8월 6일, 시즌 3: 2007년 9월 2일 ~ 11월 25일, 시즌 4: 2008년 9월 28일 ~ 11월 23일)
- AN 아이 엠 스타! HD   (2013년 7월 1일 ~)

## ㅈ
- V 전원집합! 토요대행진 (1992년 10월 10일 ~ 1993년 10월 16일)
- V 젊은세대 (1967년 7월 26일 ~ 1967년 8월 30일)
- AN 집없는 소년 (1979년)
- V 장수만세 (1980년 12월 7일 ~ 1983년 3월 27일)
- Q 중학생퀴즈 (1985년 ~ 1993년)
- AN 작은 아씨들 (1986년)
- AN 작은숙녀 링 (1991년)
- AN 지구는 초록별 (1992년)
- V 지구촌 영상음악 (1993년 ~ 1995년)
- AN 정글북 (1995년, 1998년)
- AN 쥐라기 월드컵 (1995년, 1998년)
- V 지구촌 영상세계 (1995년 ~ 1997년)
- I 주부도 경쟁력이다 (1990년대 중후반)
- DR 조광조 (1996년 1월 1일 ~ 1996년 6월 25일)
- ANDR 지구용사 벡터맨 (1기: 1998년 10월 30일 ~ 1999년 1월 22일, 2기: 1999년 8월 27일 ~ 1999년 11월 19일)
- V 자유선언 오늘은 토요일 (1998년 10월 17일 ~ 2001년 4월 28일)
- DO 제보자들 (2016년 10월 10일 ~ 2020년 9월 2일)
- DR 종이학 (1998년 10월 31일 ~ 1999년 5월 2일)
- AN 쥬만지 (1999년)
- I 좋은 나라 운동본부 (시즌 1: 1999년 9월 10일 ~ 2008년 11월 12일, 시즌 2: 2014년 4월 9일 ~ 2014년 8월 27일)
- I 전통체험 뿌리깊은 나무 (1999년 10월 20일 ~ 2003년 6월 22일)
- V 접속! 해피타임 (2000년)
- V 자유선언 토요대작전 (2001년 11월 10일 ~ 2003년 11월 1일)
- AN 재키 찬 어드벤처  (2002년)
- AN 정의의 용사 카봇  (2002년)
- V 주주클럽 (2002년 4월 1일 ~ 2009년 4월 19일)
- DR 장희빈 (2002년 11월 6일 ~ 2003년 10월 23일)
- DR 저 푸른 초원 위에 (2003년 1월 4일 ~ 2003년 6월 29일)
- V 좋은 사람 소개시켜줘 (2005년 9월 19일 ~ 2006년 11월 19일)
- AN 쥬로링 동물탐정 HD (2010년 5월 3일 ~ 2011년 5월 9일, 2011년 11월 17일 ~ 2012년 2월 1일)
- DR 정글피쉬 2 HD (2010년 11월 4일 ~ 2010년 12월 30일)
- DR 제빵왕 김탁구 HD (2010년 6월 9일 ~ 2010년 9월 16일)
- DR 직장의 신 HD (2013년 4월 1일 ~ 2013년 5월 21일)
- DR 지성이면 감천 HD (2013년 4월 29일 ~ 2013년 11월 1일)
- I 작은 거인 HD (2013년 10월 27일 ~ 2013년 12월 29일)
- DR 정도전 HD (2014년 1월 4일 ~ 2014년 6월 29일)
- DR 조선 총잡이 HD (2014년 6월 25일 ~ 2014년 9월 4일)
- DR 징비록 HD (2015년 2월 14일 ~ 2015년 8월 2일)
- DR 장사의 신 - 객주 2015 HD (2015년 9월 23일 ~ 2016년 2월 18일)
- DR 장영실 HD (2016년 1월 2일 ~ 2016년 3월 26일)
- M 전국노래자랑 HD (1980년 11월 9일 ~ )
- S 지구촌 뉴스 (2000년 5월 1일 ~ )
- AN 자동공부책상 위키 HD (1기: 2014년 10월 6일 ~ 2015년 2월 17일, 2기: 2016년 2월 22일 ~ )
- F 전격Z작전 (1985년 ~ 1987년)
- F 전쟁과 평화 HD (2016년 1월 9일 ~ 2월 27일)
- AN 지구용사 선가드 (1996년 ~ 1997년)

## ㅊ
- AN 출동! 바이오용사 (1988년 ~ 1989년)
- AN 출동! 지구특공대 (1993년)
- AN 초롱이의 옛날여행 (1993년 10월 22일 ~ 1994년)
- I 초록동요제 HD (1995년 ~ 2015년)
- AN 천사소녀 네티 (1996년 12월 20일 ~ 1997년 2월 19일, 1999년)
- AN 천하무적 슈라트 (1997년)
- V 치키치키 붕붕 (2001년 11월 5일 ~ 2002년 3월 29일)
- I 차인표의 블랙박스 (2002년 4월 7일 ~ 2002년 10월 20일)
- AN 채채퐁 김치퐁 (2002년 8월 9일 ~ 2003년 2월 28일)
- AN 천하통일 파이어비드맨  (2005년 7월 27일 ~ 2006년 8월 9일)
- I 책 읽는 밤 HD (2009년 4월 23일 ~ 2013년 4월 2일)
- V 천하무적 토요일 (2009년 4월 25일 ~ 2010년 12월 25일)
- DR 추노 HD (2010년 1월 6일 ~ 2010년 3월 25일)
- V 출발! 토요대행진 (1995년 5월 6일 ~ 1996년 3월 2일)
- I 체험 삶의 현장 HD (1993년 10월 24일 ~ 2012년 2월 25일)
- AN 천하무적 크래쉬 비드맨  (2009년 1월 5일 ~ 2009년 7월 6일)
- V 청춘불패 HD (1기: 2009년 10월 23일 ~ 2010년 12월 24일, 2기:  2011년 11월 12일 ~ 2012년 11월 17일)
- V 출발 드림팀 2 HD (2009년 10월 25일 ~ 2016년 5월 29일)
- I 청진기 HD (2012년 6월 27일 ~ 2013년 1월 16일)
- F 초한지 HD (2013년 2월 18일 ~ 2013년 12월 2일)
- DR 최고다 이순신 HD (2013년 3월 9일 ~ 2013년 8월 25일)
- DR 총리와 나 HD (2013년 12월 9일 ~ 2014년 2월 4일)
- DR 천상여자 HD (2014년 1월 6일 ~ 2014년 6월 2일)
- DR 참 좋은 시절 HD (2014년 2월 22일 ~ 2014년 8월 10일)
- I 청포도 HD (2014년 8월 16일 ~ 2014년 11월 29일)
- I 체인지업 도시탈출 HD (2015년 1월 4일 ~ 2015년 11월 15일)
- DR 착하지 않은 여자들 HD (2015년 2월 25일 ~ 2015년 5월 14일)
- I 창의 인재 프로젝트 생각의 집 HD (2015년 4월 7일 ~ 2016년 1월 12일)
- V 청춘FC 헝그리 일레븐 HD (2015년 7월 11일 ~ 2015년 10월 24일)
- DR 천상의 약속 HD (2016년 2월 1일 ~ 2016년 6월 24일)
- S 추적 60분 HD (1983년 2월 27일 ~ 1986년 5월 25일, 1994년 2월 27일 ~ 2019년 8월 30일, 2023년 7월 7일 ~ )
- S 취재파일 K HD (1999년 10월 22일 ~ 2017년 8월 27일)
- F 찰리 제이드 (2006년 1월 22일 ~ 4월 2일)
- F 천재소년 두기 (1993년 ~ 1994년)
- F 최후의 카테고리 7 (2007년 12월 2일 ~ 12월 9일)

## ㅋ
- AN 쾌걸 조로 (1983년)
- DR 쾌걸춘향  (2005년 1월 3일 ~ 2005년 3월 1일)
- Q 퀴즈탐험 신비의 세계 (1984년 10월 30일 ~ 2004년 10월 31일)
- V 코미디 세상만사 (1995년 ~ 1999년)
- Q 퀴즈로 배웁시다 (1994년)
- AN 콩콩돌이 펑키 (1996년)
- M 클래식 오디세이 (2000년 7월 1일 ~ 2013년 10월 16일)
- Q 퀴즈정글 (2001년 5월 8일 ~ 2001년 11월 4일)
- AN 크러시기어 (2002년 7월 16일 ~ 2003년 3월 4일)
- Q 퀴즈 대한민국 HD (2002년 11월 10일 ~ 2013년 4월 7일)
- V 코미디 파일 (2004년 11월 7일 ~ 2005년 4월 24일)
- AN 쿵야쿵야 (2006년 11월 9일 ~ 2007년 5월 10일, 2010년 12월 17일 ~ 2011년 3월 30일)
- V 코미디쇼 희희낙락  (2009년 4월 24일 ~ 2009년 10월 16일)
- Q 퀴즈쇼 사총사 HD (2010년 12월 12일 ~ 2014년 11월 2일)
- AN 키오카 (2012년 1월 2일 ~ 2013년 10월 16일)
- ANDR 코파반장의 동화수사대 (2013년 8월 29일 ~ 2013년 12월 5일)
- M 콘서트 7080 (2004년 11월 6일 ~ 2018년 11월 3일)
- AN 캡슐보이 HD (2016년 5월 15일 ~ 2016년 12월 2일)
- F 커맨더 인 치프 (2006년 8월 13일 ~ 10월 15일)
- F 콜드 케이스 HD (2010년 1월 10일 ~ 5월 30일)

## ㅌ
- AN 탱구와 울라숑 (2001년 3월 23일 ~ 2001년 10월 12일)
- V 토요대행진 (1991년 5월 25일 ~ 1992년 10월 3일)
- V 토요명화 HD (1980년 12월 13일 ~ 2007년 11월 4일)
- V 토요일 7시가 좋다 (1994년 10월 10일 ~ 1995년 4월 29일)
- V 토요일 전원출발 (1996년 3월 9일 ~ 1997년 4월 29일)
- I 토요특선
- I 토크쇼 회전목마 (1995년 ~ 1996년)
- AN 태양의 기사 피코 (1996년, 1999년)
- V 탄생! 연예박사 (1997년)
- AN 태권왕 강태풍 (2000년 6월 2일 ~ 2000년 12월 8일)
- V 테마쇼 인체여행 (2000년 10월 9일 ~ 2001년)
- V 테마쇼 환상특급 (2001년 4월 30일 ~ 2001년 10월 29일)
- F 특종기사 (1982년 1월 1일 ~ 1992년 2월 1일)
- I 특종! 비디오 저널 (1997년 3월 9일 ~ 1998년 10월 9일)
- I 특종! 사건파일 (2001년 5월 2일 ~ 2001년 10월 31일)
- V 특종! 웃음대결 (1995년 1월 1일 ~ 1995년 12월 31일)
- F 특종 카메라 (1993년 1월 9일 ~ 1993년 12월 25일)
- DR 태양인 이제마 (2002년 7월 24일 ~ 2002년 10월 31일)
- V 토요 영화 탐험 (2003년 11월 8일 ~ 2006년 11월 18일)
- S 특파원 현장보고 HD (2005년 5월 6일 ~ 2016년 4월 2일)
- AN 태극천자문 (2007년 4월 29일 ~ 2008년 1월 20일)
- I 특명 공개수배  (2007년 5월 3일 ~ 2008년 3월 27일)
- V 토요일 가족이 부른다 HD (2009년 4월 25일 ~ 2014년 12월 27일)
- F 토치우드 HD (2011년 10월 2일 ~ 2011년 12월 4일)
- DR 태양은 가득히 HD (2014년 2월 17일 ~ 2014년 4월 8일)
- DR 트로트의 연인 HD (2014년 6월 23일 ~ 2014년 8월 12일)
- V 투명인간 HD (2015년 1월 7일 ~ 2015년 4월 1일)
- AN 터닝메카드 HD (2015년 2월 3일 ~ 2016년 2월 5일)
- DR 태양의 후예 HD (2016년 2월 24일 ~ 2016년 4월 14일)
- I 튼튼 생활체조 HD (2013년 10월 21일 ~  2017년 1월 4일)
- DO 특선 다큐멘터리 HD (2014년 7월 12일 ~ )
- S 특파원 보고 세계는 지금 HD (2016년 4월 23일 ~ )
- AN 터닝메카드 W HD (2016년 5월 19일 ~ 2017년 9월 7일)
- F 탐정 몽크 (시즌 1: 2003년 7월 24일 ~ 9월 6일, 시즌 2: 2003년 9월 13일 ~ 11월 8일/2004년 4월 24일 ~ 11월 8일, 시즌 3: 2005년 10월 8일 ~ 2006년 2월 4일)
- F 투명인간 (2002년 6월 ~ 2003년 6월 14일)
- F 트윈 픽스 (1993년 ~ 1994년)

## ㅍ
- AN 피노키오 (1987년)
- V 폭소대작전 (1993년 ~ 1996년)
- Q 퍼즐 특급열차 (1993년 10월 18일 ~ 1997년 11월 10일)
- Q 퍼즐특급 (1997년 11월 17일 ~ 1998년 6월 7일)
- Q 퍼즐 챔피언
- I 풍물기행 세계를 가다 (1994년 ~ 2003년)
- F 판관 포청천 (1994년 10월 14일 ~ 1996년 10월 11일)
- DR 파랑새는 있다 (1997년 4월 26일 ~ 1997년 11월 30일)
- I 파워인터뷰 (시즌 1: 1998년 ~ 1999년, 시즌 2: 2005년 11월 5일 ~ 2006년 11월 11일)
- AN 파워디지몬 ( → )  (2001년 5월 14일 ~ 2002년)
- V 파워쇼 한중일 삼국지 (2001년 11월 5일 ~ 2002년)
- DO 포토다큐 (2005년 11월 1일 ~ 2006년 7월 4일)
- DO 풍경이 있는 여행 HD (2009년 4월 25일 ~ 2011년 11월 5일)
- DR 파트너 HD (2009년 6월 24일 ~ 2009년 8월 13일)
- DR 프레지던트 HD (2010년 12월 15일 ~ 2011년 2월 17일)
- AN 파워 마스크 HD (2011년 9월 28일 ~ 2012년 3월 21일)
- DR 패밀리 HD (2012년 8월 13일 ~ 2013년 2월 6일)
- DR 파랑새의 집 HD (2015년 2월 21일 ~ 2015년 8월 9일)
- DR 프로듀사 HD (2015년 5월 15일 ~ 2015년 6월 20일)
- AN 파파독 HD (2016년 2월 12일 ~ 2016년 5월 12일)
- F 폴링 스카이 HD ((시즌 1: 2011년 7월 17일 ~ 9월 25일)
- F 프라이미벌 HD (시즌 1: 2007년 4월 15일 ~ 4월 29일, 시즌 2: 2008년 11월 30일 ~ 12월 21일, 시즌 3 2009년 10월 25일 ~ 2009년 12월 20일)
- F 피시는 사춘기 (2003년 2월 17일 ~ 2월 21일)

## ㅎ
- V 한바탕 웃음으로 (1991년 5월 20일 ~ 1994년 10월 8일)
- AN 호호아줌마 (1984년)
- AN 홈런왕 강속구 (1993년)
- I 혼자서도 잘해요 (1994년 ~ 2001년 4월)
- V 홈런 일요일 (1994년 ~ 1990년대 중후반)
- DR 하나뿐인 내편 HD (2018년 9월 15일 ~ 2019년 3월 17일)
- I 행복충전 백세인
- V 행운의 일요특급 (1995년 ~ 1996년)
- V 행운의 스튜디오 (1984년 11월 11일 ~ 1992년 10월 4일)
- AN 하늘의 용사 스카이서퍼 (1996년)
- AN 황금로봇 골드런 (1998년)
- V 확인 베일을 벗겨라 (1998년 6월 15일 ~ 1999년 4월 26일)
- DO 환경스페셜 HD (1999년 5월 5일 ~ 2013년 4월 3일)
- AN 환상마을 토포토포 (2000년)
- DR 햇빛 사냥  (2002년 3월 25일 ~ 2002년 5월 14일)
- I 한국 한국인 HD (2002년 7월 15일 ~ 2014년 12월 28일)
- DR 해신 HD (2004년 11월 24일 ~ 2005년 5월 26일)
- DR 행복한 여자 HD (2007년 1월 6일 ~ 2007년 7월 21일)
- IDO 한국사 전 HD (2007년 6월 16일 ~ 2008년 10월 25일)
- DO 현장르포 동행 HD (2007년 11월 8일 ~ 2013년 10월 19일)
- 현장르포 제3지대 (1998년 10월 12일 ~ 2005년 4월 26일)
- DO 한국의 유산 HD (2010년 1월 1일 ~ 2013년 10월 19일)
- I 한식탐험대 HD (2010년 1월 7일 ~ 2010년 12월 17일)
- V 해피버스데이 HD (2010년 5월 10일 ~ 2010년 11월 15일)
- I 한국 현대사 증언 TV자서전 HD (2011년 1월 8일 ~ 2013년 10월 13일)
- DO 한국 재발견 HD (2011년 11월 12일 ~ 2013년 12월 22일)
- DR 해운대 연인들 HD (2012년 8월 6일 ~ 2012년 9월 25일)
- DR 학교 2013 HD (2012년 12월 3일 ~ 2013년 1월 28일)
- DO 힐링투어 야생의 발견 HD (2013년 5월 13일 ~ 2013년 11월 8일)
- I 희망 기업 열전 HD (2013년 10월 25일 ~ 2014년 5월 2일)
- I 황금의 펜타곤 HD (시즌 1: 2013년 10월 26일 ~ 2013년 12월 28일, 시즌 2: 2014년 10월 26일 ~ 2014년 12월 28일, 시즌 3: 2015년 7월 26일 ~ 2015년 10월 3일)
- DR 하이스쿨 러브온 HD (2014년 7월 11일 ~ 2014년 12월 19일)
- DR 힐러 HD (2014년 12월 8일 ~ 2015년 2월 10일)
- DR 후아유: 학교 2015 HD (2015년 4월 27일 ~ 2015년 6월 16일)
- I 행복한 지도 HD (2015년 7월 11일 ~ 2015년 12월 26일)
- V 해피투게더 HD (시즌 1: 2001년 11월 8일 ~ 2005년 4월 28일, 시즌 2: 2005년 5월 5일 ~ 2007년 6월 21일, 시즌 3: 2007년 7월 5일 ~ 2018년 10월 4일, 시즌 4: 2018년 10월 11일 ~ 2020년 4월 2일)
- V 해피선데이 ( → ) HD (2004년 11월 7일 ~ 2019년 4월 21일)
- DO 한국인의 밥상 HD (2011년 1월 6일 ~ )
- AN 헬로 카봇 HD (1기: 2014년 8월 2일 ~ 2015년 2월 28일, 2기: 2015년 5월 30일 ~ 2015년 12월 12일, 3기: 2015년 12월 19일 ~ 2016년 7월 9일, 4기: 2016년 7월 16일 ~ 2017년 2월 11일, 5기: 2017년 2월 18일 ~ 2018년 3월 31일, 6기: 2018년 4월 7일 ~ 2018년 10월 13일)
- DR 함부로 애틋하게 HD (2016년 7월 6일 ~ 2016년 9월 8일)
- F 한여름 밤의 꿈 HD (2016년 7월 18일 ~ 2016년 7월 25일)
- F 호텔 바빌론 (2007년 5월 6일 ~ 2007년 5월 27일)

## 숫자 또는 영문
- I TV교과서 학교야 놀자 (2003년 11월 3일 ~ 2004년 4월 26일)
- V 100분쇼 (1980년 9월 20일 ~ 1986년 5월 24일)
- S KBS 뉴스 파노라마 (1980년 9월 28일 ~ 1987년 2월 22일)
- I TV공개대학 (1981년 2월 3일 ~ 1990년 12월 20일)
- I 11시에 만납시다 (1982년 2월 15일 ~ 1992년 9월 28일)
- M KBS 대학가요축제 (1987년 ~ 1993년)
- AN 2020 우주의 원더키디 (1989년)
- M KBS 창작동요대회 (1989년 ~ 1993년, 2004년 ~ 2012년, 2014년 ~)
- S KBS 바둑왕전 HD (1987년 3월 8일 ~ 2019년 12월 29일)
- AN 80일간의 세계일주 (1990년)
- S KBS 뉴스 네트워크 HD (1993년 10월 18일 ~ 2001년 11월 2일, 2002년 10월 28일 ~ 2011년 5월 27일)
- S KBS 뉴스비전 (1994년 ~ 1996년)
- I TV는 사랑을 싣고 (1994년 5월 3일 ~ 2010년 5월 8일, 2018년 9월 14일 ~ 2020년 6월 19일, 2020년 9월 9일 ~ )
- V KBS 빅쇼 (1994년 10월 15일 ~ 1998년 1월 3일)
- DR 97 신판 전설의 고향 (1997년)
- AN 4차원 탐정 똘비 (1999년)
- S KBS 월드뉴스 (2008년 3월 31일 ~ 2008년 11월 12일)
- V TV캠프 우리누리 (2000년 ~ 2001년)
- AN TV동화 행복한 세상 (2001년 4월 30일 ~ 2013년 1월 18일)
- I TV클리닉 당신의 건강은? (2001년 5월 1일 ~ 2003년)
- DR 203 특별수사대 (2001년 11월 7일 ~ 2002년 8월 21일)
- S KBS 7 일요 뉴스타임 HD (2005년 5월 8일 ~ 2015년 8월 16일)
- DR KBS 걸작선 HD (2005년 10월 31일 ~ 2015년 4월 18일)
- S KBS 오늘의 경제 HD (2005년 10월 31일 ~ 2013년 10월 18일, 2015년 4월 6일 ~ 2016년 4월 22일)
- DR KBS 드라마 스페셜 연작 시리즈 HD (1기: 2010년 12월 11일 ~ 2011년 5월 29일, 2기: 2011년 12월 4일 ~ 2012년 5월 27일, 3기: 2013년 1월 6일 ~ 2013년 7월 31일)
- M TOP밴드 HD (시즌 1: 2011년 6월 4일 ~ 2011년 12월 17일, 시즌 2: 2012년 5월 5일 ~ 2012년 10월 13일, 시즌 3: 2015년 10월 3일 ~ 2015년 12월 11일)
- DO KBS 특선다큐 HD (2013년 1월 14일 ~ 2014년 12월 21일)
- AN TV동화 빨간 자전거 HD (1기: 2013년 1월 22일 ~ 2013년 12월 27일, 2기: 2014년 2월 17일 ~ 2014년 12월 5일)
- DO KBS 파노라마 HD (2013년 4월 11일 ~ 2014년 12월 19일)
- I 2TV 생생정보 플러스 HD (2013년 7월 1일 ~ 2016년 4월 21일)
- M K-SORI 악동 HD (2013년 8월 25일 ~ 2013년 11월 3일)
- S KBS 뉴스토크 HD (2013년 10월 21일 ~ 2014년 8월 29일)
- I 2TV 아침 HD (2015년 1월 1일 ~ 2016년 4월 22일)
- I KBS 다큐 1 HD (2015년 4월 10일 ~ 2016년 2월 4일)
- DR KBS 웹드라마 스페셜 HD (2015년 6월 12일 ~ 2015년 11월 20일)
- I TV회고록 울림 HD (2015년 7월 12일 ~ 2016년 4월 17일)
- I TV유치원 HD (1982년 9월 20일 ~ )
- S KBS 뉴스광장 HD (1991년 5월 20일 ~ )
- I 6시 내고향 HD (1991년 5월 20일 ~ )
- S KBS 뉴스 9 HD (1993년 5월 1일 ~ )
- S KBS 뉴스라인 HD (1994년 10월 10일 ~ )
- DO KBS 스페셜 HD (1994년 10월 23일 ~ 2013년 4월 7일, 2016년 2월 18일 ~ 2019년 9월 26일)
- I TV쇼 진품명품 HD (1995년 3월 5일 ~ )
- S KBS 뉴스 5 HD (1995년 9월 4일 ~ )
- I VJ특공대 HD (2000년 5월 5일 ~ 2018년 9월 7일)
- I TV비평 시청자데스크 HD (2001년 2월 10일 ~ )
- S KBS 8 뉴스타임 HD (2004년 5월 3일 ~ 2010년 5월 7일)
- S KBS 아침뉴스타임 HD (2004년 11월 1일 ~ 2021년 10월 1일)
- Q 1 대 100 HD (2007년 5월 1일 ~ 2018년 12월 18일)
- I KBS 중계석 (2008년 4월 15일 ~ )
- I KBS 네트워크 특선 HD (2010년 5월 10일 ~ )
- DR KBS 드라마 스페셜 HD (1997년 3월 9일 ~ 1997년 6월 8일, 2010년 5월 15일 ~ )
- S KBS 뉴스타임 HD (2010년 5월 10일 ~ 2019년 9월 11일)
- I 2TV 생생정보 HD (2010년 5월 10일 ~ )
- S KBS 뉴스 7 (KBS 2TV) HD (2001년 11월 5일 ~ 2002년 10월 25일)
- S KBS 뉴스 7 (2011년 5월 30일 ~ )
- S KBS 뉴스 옴부즈맨 HD (2011년 11월 27일 ~ 2016년 6월 26일)
- I T-타임 HD (2012년 7월 12일 ~ 2016년 8월 25일)
- I KBS 네트워크 HD (2012년 10월 15일 ~ )
- S KBS 글로벌 24 HD (2013년 4월 8일 ~ 2020년 6월 25일)
- I TV 책 HD (2013년 10월 26일 ~ 2016년 8월 23일)
- DR KBS 명품 역사관 HD (2014년 9월 1일 ~ 2016년 8월 31일)
- I KBS 슈퍼클래식 HD (2015년 3월 29일 ~ 2016년 3월 5일)
- S KBS 재난방송센터 HD (2015년 9월 6일 ~ )
- S 4시 뉴스집중 HD (2016년 4월 25일 ~ 2018년 6월 15일)
- S KBS 6시 뉴스타임 HD (2016년 7월 25일 ~ 2017년 3월 30일)
- S KBS 경제타임 HD (2017년 4월 3일 ~ 2020년 7월 2일)
- S 사사건건 (2018년 6월 18일 ~ )

## 같이 보기
- 한국교육방송공사의 텔레비전 프로그램 목록
- 문화방송의 텔레비전 프로그램 목록
- SBS의 텔레비전 프로그램 목록
- OBS경인TV의 텔레비전 프로그램 목록
- KNN의 텔레비전 프로그램 목록
- tvN의 텔레비전 프로그램 목록
- OCN의 텔레비전 프로그램 목록
- JTBC의 텔레비전 프로그램 목록
- 매일방송의 텔레비전 프로그램 목록
- TV조선의 텔레비전 프로그램 목록
- 채널A의 텔레비전 프로그램 목록